# Дулова, Вера Георгиевна
Ве́ра Гео́ргиевна Ду́лова (14 [27] января 1909, Москва, Российская империя — 5 января 2000, Москва, Россия) — советская и российская арфистка, педагог. Народная артистка СССР (1976). Лауреат Государственной премии СССР (1973).

## Биография
Из чрезвычайно старинного и родовитого, но обедневшего рода. В Допетровской Руси Дуловы, как потомки Рюрика, имели княжеский титул, однако позднее род настолько обеднел, что титул был утрачен. Много раз члены рода подавали прошения о восстановлении их титула, но безуспешно. И только Георгий Николаевич Дулов, отец Веры Георгиевны, талантливый музыкант, сдружившись на почве любви к музыке с меценатом и высокопоставленным царедворцем принцем Георгием Георгиевичем Мекленбург-Стрелецким, добился с его помощью от царя Николая II восстановления титула князей Дуловых (в 1899 году).
Вера Дулова родилась 14 (27) января 1909 года (по другим источникам — в 1910) в Москве.
Окончила Московскую консерваторию, где училась у К. Эрдели (1920—1922) и М. Корчинской (1922—1925). В 1927—1929 годах совершенствовала своё мастерство в Берлине у М. Зааля по стипендии Фонда помощи молодым дарованиям, учрежденного А. В. Луначарским на личные гонорары. Как стипендиат Вера сблизилась с семьей Луначарского и часто играла для посетителей его домашнего салона (Денежный пер. 9а). «Мне когда хотелось туда зайти, я и заходила. Дверь квартиры для меня всегда была открыта» — так впоследствии она описала свои отношения с Луначарскими.
B 1929—1931 годах — солистка Mосковской филармонии, в 1932—1961 и 1964—1984 годы — солистка оркестра Большого театра. C 30-x годов ведёт широкую концертную деятельность. В 1935 году разделила с Марией Гореловой 1-ю премию среди арфистов на II Всесоюзном конкурсе музыкантов-исполнителей в Ленинграде. Играла соло во многих балетах, поставленных в театре.
В 1942 году в эвакуации, в Куйбышеве участвовала в сборных записях артистов Большого театра для солдат (так называемые «звуковые письма»). В 1955 году принимала участие в артистическом десанте на дрейфующую льдину: выступала перед участниками полярной экспедиции «Северный полюс-4», за что была удостоена звания «Почётный полярник». В 1964 году по её инициативе при Центральном доме работников искусств было создано Всероссийское общество арфистов.
Репертуар В. Дуловой составлял более 300 произведений. Ей посвящены «Танцевальная сюита» А. Мосолова (1946), сочинения С. Василенко, Л. Книппера, Е. Голубева и других советских композиторов. Многие произведения современных зарубежных композиторов — в частности, П. Хиндемита, Э. Вилла-Лобоса, Б. Бриттена, А. Жоливе — были исполнены ею впервые в России. Автор многочисленных обработок и переложений для арфы.
Много гастролировала в СССР и за рубежом: в Великобритании, Италии, Швейцарии, Бельгии, Нидерландах, Японии, США, Израиле, Чехословакии, КHP, ГДР, Болгарии, Австралии.
Записывалась на радио, грампластинки и компакт-диски.
В довоенные годы преподавала в Музыкальном училище им. М. М. Ипполитова-Иванова (ныне Государственный музыкально-педагогический институт имени М. М. Ипполитова-Иванова), а с 1943 года вела класс арфы в Московской консерватории им. П. И. Чайковского и Центральной музыкальной школе при Московской консерватории, с 1958 года — профессор. Среди её учеников, в частности, Э. Москвитина, О. Ортенберг, Н. Шамеева, Татьяна Тауэр, Ирина Пашинская, Ольга Эльдарова, Людмила Снегирева-Мустер,Татьяна Вымятнина, Анна Верхоланцева, Цехановская, Ксения Михайлова, Илона Нокелайнен. Её ученики А. Каплюк и С. Майков сконструировали первую советскую арфу, запущенную в серийное производство в 1948 году в экспериментальном цехе Фабрики музыкальных инструментов им. А. В. Луначарского. Проводила мастер-классы во многих странах мира, участвовала в семинаре по искусству игры на арфе в Школе высшего мастерства при Хартфордском университете в США. В 1986 году снят документальный фильм «На уроках профессора В. Г. Дуловой» («Центрнаучфильм»).
В 1997 году возглавила жюри 1-го Международного конкурса арфистов в Москве. Была постоянным председателем и членом жюри многих конкурсов арфистов.
Aвтор книги «Искусство игры на арфе» (M., 1973).
Член ВКП(б) с 1947 года.

Могила Дуловой

Вера Георгиевна Дулова умерла 5 января 2000 года в Москве. Похоронена на Кунцевском кладбище рядом с мужем.

### Семья
Дулова Вера Георгиевна из рода князей Дуловых, Рюриковичей Ярославской ветви. 32-е колено от Рюрика.
- Бабушка — Александра Юрьевна Зограф-Дулова (1850—1919), русская пианистка.
- Отец — Георгий Николаевич Дулов (1875—1940), скрипач, играл в Квартете герцога Мекленбургского (1896—1901).
- Мать — Мария Андреевна Дулова (урожд. Буковская) (1873—1967), певица, пела в Мариинском театре (1896—1901).
- Муж — Александр Иосифович Батурин (1904—1983), оперный певец (бас-баритон), солист Большого театра. Народный артист РСФСР (1947).

## В литературе
- Вера Дулова упоминается в поэме «Москва-Петушки», в главе «61-й километр — 65-й километр»:[5]

## Награды и звания
- 1-я премия 2-го Bсесоюзного конкурса музыкантов-исполнителей (Ленинград, 1935)
- Заслуженная артистка РСФСР (1947)
- Заслуженный деятель искусств РСФСР (1951)
- Народная артистка РСФСР (1966)
- Народная артистка СССР (5 мая 1976 года) — за большие заслуги в развитии советского музыкального и хореографического искусства и в связи с 200-летием Государственного академического Большого театра СССР[6]
- Государственная премия СССР (1973) — за концертные программы (1969—1970) и (1971—1972)
- Орден Дружбы (18 октября 1995 года) — за заслуги перед государством, успехи, достигнутые в труде, большой вклад в укрепление дружбы и сотрудничества между народами[7]
- Орден Дружбы народов (1955)
- Медаль «За доблестный труд в Великой Отечественной войне 1941—1945 гг.»
- Медаль «В память 800-летия Москвы»
- Медаль «Ветеран труда»
- Золотая медаль Американского общества арфистов
- Почётный член Общества арфистов в Швейцарии и Германии
- Член Международного Почётного комитета конкурса арфистов в Израиле
- Почётный полярник (1955)
- Почётный гражданин Гаржилеза (Франция)[8].

## Память
В посвящённом В. Дуловой стихотворении «Арфа» (1967) Сергей Городецкий писал:

Я весь в её волшебной власти,
В её ласкающих струях.
И кажется, что эти звуки
На волю выведут меня
Из праздной скуки, душной муки
Ушедшего бесплодно дня.

Коллекция живописи, собранная В. Дуловой, включала произведения русских художников (Иван Айвазовский, Иван Шишкин, Алексей Саврасов, Мстислав Добужинский, Сергей Судейкин, Георгий Якулов и др.) и по завещанию отошла Третьяковской галерее.
С 2000 года в Москве проводится Международный фестиваль-конкурс арфистов имени Веры Дуловой.
Одна из первых арф, изготовленных в СССР, принадлежавшая Вере Дуловой, приобретена театром «Санктъ-Петербургъ Опера», отреставрирована и в июле 2020 года состоялась её презентация.